# Sofiane Feghouli
Sofiane Feghouli (arabisk: سفيان فغولي, født 26. december 1989) er en fransk-algerisk professionel fodboldspiller, som spiller for Süper Lig-klubben Fatih Karagümrük og Algeriets landshold.